# 曙坪乡
曙坪乡是中国陕西省安康市镇坪县下辖的一个乡。

## 行政区划
曙坪乡下辖以下行政区：
兴隆村、双坪村、大树村、联合村、桃园村、代安村、阳安村